# 妙高市役所
妙高市役所（みょうこうしやくしょ）は、日本の地方公共団体である妙高市の組織が入り執行機関としての事務を行う施設（役所）。
本庁舎の他に、妙高支所および妙高高原支所が所在している。

## 本庁舎の概要
現在の本庁舎は梓設計により手掛けており、吹き抜けによる自然換気システムや建材一体化型の太陽光発電システム、雨水利用など自然エネルギーを有効活用する環境に配慮した構造となっている他、防災拠点機能確保のため建物は基礎免震構造とし、屋上にはヘリポートも設置されている。

## 沿革
妙高市の前身である新井町役場は、極生寺の境内にあったが、上町の早津氏宅を購入し、一部改修して1958年まで町役場（1954年11月1日以降は新井市役所）として使用していた。その後、市役所が現在地の栄町に移転した。上町の旧市役所は森林組合事務所、共済組合事務所、職業安定所として使用された後、1973年に解体、跡地は道路となっている。
現在の市役所庁舎は2006年に旧庁舎の裏にて着工し、2008年3月に地上6階、地下1階、延床面積9,446m2、高さ24.7mにて竣工した。

## 交通アクセス
- 妙高はねうまライン 新井駅より南西へ徒歩約3分
- 新井バスターミナルより徒歩約1分